# Alejandra Serrato Díaz

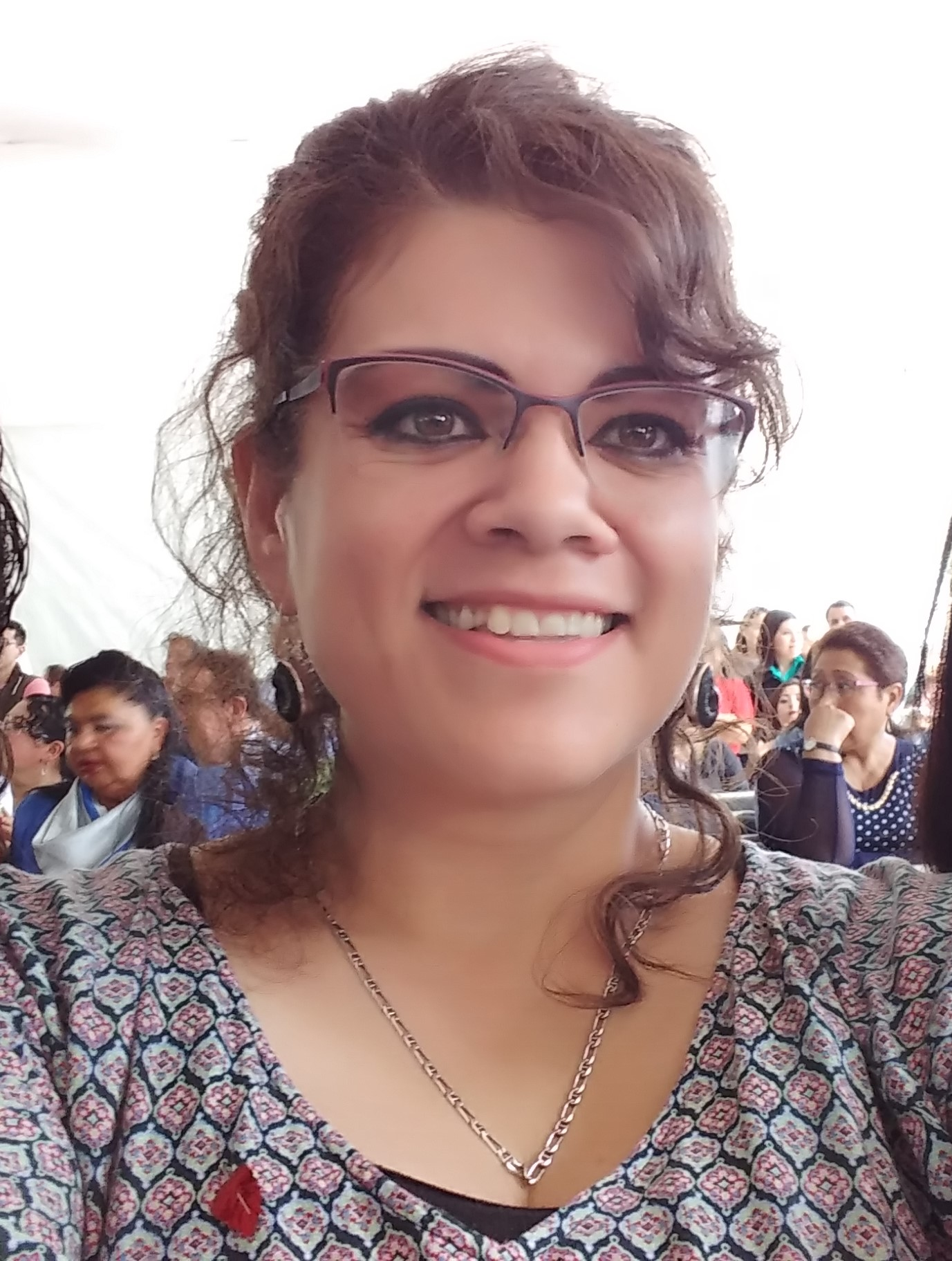
Alejandra Serrato Díaz, el día que recibió el reconocimiento por los 10 años de servicio en la Universidad Autónoma Metropolitana

Alejandra Serrato Díaz (Ciudad de México, junio de 1972 - Estado de México, agosto de 2021), fue una científica, bióloga y ecóloga mexicana, que perteneció al Sistema Nacional de Investigadores. Se desarrolló como investigadora y académica en la Universidad Autónoma Metropolitana unidad Iztapalapa. Sus líneas de investigación e interés fueron la ecología molecular, la interacción planta-insecto y la coevolución. Autora de más de 20 artículos indexados y varios capítulos de libros. Recibió en más de 10 ocasiones la Beca al reconocimiento de la carrera docente en la UAM-I.

## Estudios
Alejandra Serrato cursó sus estudios básicos en la alcaldía Coyoacán, Ciudad de México y estudió en la Escuela Nacional Preparatoria No. 6. Se graduó como Bióloga en la facultad de ciencias de la Universidad Nacional Autónoma de México (UNAM) y bajo la dirección del Dr. Alberto Ken Oyama Nakagawa desarrolló el proyecto “Coevolución a nivel macroevolutivo entre Ficus (Moraceae) y sus polinizadoras, las avispas Agaonidae” para obtener en el 2007 el grado de Doctora en Ciencias en la UNAM.

## Vida laboral
En 2006 ingresó como coordinadora y responsable de la comisión académica del Laboratorio Divisional de Biología Molecular en la Universidad Autónoma Metropolitana unidad Iztapalapa, puesto que ocupó hasta el 2021, año de su fallecimiento. Durante su coordinación se realizaron de manera parcial o total alrededor de 670 proyectos de investigación, en los cuales se formaron más de 500 alumnos de licenciatura, especialidad, maestría y doctorado.
La científica mexicana colaboró en diferentes proyectos a nivel molecular tanto en sistemas vegetales y animales como la diversidad genética de Turbinicarpus horripilus, Echinocactus platyacanthus, Stenocereus pruinosus, Myrtillocactus geometrizans, Ceratozamia fuscoviridis, Mugil cephalus, Mugil curema, Natalus mexicanus y Ocyurus chrysurus y en bacterias como Bacillus subtilis.
Contribuyó en la caracterización molecular de Cucurbita ficifolia, Viridantha secundifolia y V. uniflora, además participó en las reconstrucciones filogenéticas de los géneros Mimosa, Viridantha y Ficus.
En el año 2014 publicó junto con Amelia Cornejo Romero, Beatriz Rendón Aguilar y Martha Graciela Rocha Munive el libro Herramientas Moleculares aplicadas a la Ecología: aspectos Teóricos y Prácticos.
Difundió su conocimiento por medio de la divulgación de la ciencia a través de congresos, conferencias y participando en diferentes ediciones de la Feria de las Ciencias y Humanidades UAM-I.

## Distinciones
- Beca al reconocimiento de la carrera docente Universidad Autónoma Metropolitana unidad Iztapalapa (2009-2020)
- Beca de Apoyo a la Permanencia Universidad Autónoma Metropolitana unidad Iztapalapa (2009-2020).
- Miembro del SNI: Nivel Candidato a Investigador Nacional (2010-2012)
- Miembro del SNI: Nivel I (2021-2023)

## Logros
Consolidación del Laboratorio Divisional de Biología Molecular de la Universidad Autónoma Metropolitana unidad Iztapalapa (2006-2021).

## Honores
(Bromeliaceae) Pitcairnia serratoae inéd. (E. González-Rocha, A. Espejo y A. R. López-Ferrari) Epíteto específico hace honor a la Dra. Alejandra Serrato Díaz

## Principales publicaciones
- Serrato-Díaz, A., Ibarra-Manríquez & Oyama K. 2004. Biogeography and conservation of the genus Ficus (Moraceae) in México. Journal of Biogeography, 31:474-485. https://doi.org/10.1046/j.0305-0270.2003.01039.x
- Su, Z-H, Iino H, Nakamura, K., Serrato-Serrato, A., & Oyama, K. 2008. Breakdown of the one-to-one rule in Mexican fig-wasp associations inferred by molecular phylogenetic análisis. Symbiosis, 45: 73-81.
- Cornejo-Romero, A., Serrato-Díaz, A, Rendón-Aguilar, B. & Rocha-Munive, M.G. 2014. Herramientas moleculares aplicadas en ecología: aspectos teóricos y prácticos. SEMARNAT, Ciudad de México, México.
- Hernández-Cárdenas, R. A., Serrato-Díaz, A., López-Ferrari, A. R., & Espejo-Serna, A. 2019. Novelties in the genus Viridantha Espejo (Tillandsioideae, Bromeliaceae). PhytoKeys, 132, 99-110. https://doi.org/10.3897/phytokeys.132.36959
- García-Montes, M. A., Rubio-Tobón, C. A., Islas-Barrios, Y., Serrato-Díaz, A., Figueredo-Urbina, C. J., Galván-Hernández, D. M., & Octavio-Aguilar, P. 2020. The influence of anthropogenic disturbance on the genetic diversity of Ceratozamia fuscoviridis (zamiaceae). International Journal of Plant Sciences, 181(5), 497-508. https://doi.org/10.1086/707108
- Islas-Barrios, Y., Serrato-Díaz, A., Zavala-Hurtado, J. A., Octavio-Aguilar, P., Callejas-Chavero, A., & Cornejo-Romero, A. 2021. The flowers of Myrtillocactus geometrizans (Cactaceae): morphology and arthropod visitors in a geographical gradient. Botanical Sciences, 99(1), 28-42. https://doi.org/10.17129/botsci.2515.